# Vladimir Krilov
Vladimir Valentinovitj Krilov (ryska: Владимир Валетинович Крылов), född den 26 februari 1964, är en sovjetisk före detta friidrottare som tävlade i kortdistanslöpning för Sovjetunionen.
Krilov deltog vid EM 1986 i Stuttgart där han överraskande vann guldet på 200 meter. Vid VM 1987 slutade han på femte plats på 200 meter. Han ingick i det sovjetiska stafettlaget som blev silvermedaljörer på 4 x 100 meter. 
Vid Olympiska sommarspelen 1988 tog han sig vidare till semifinalen på 100 meter men valde att inte starta där. Däremot ingick han i stafettlaget på 4 x 100 meter som vann guld, sedan USA blivit diskvalificerade redan i försöken. 
Han sista stora mästerskap var EM 1990 då han slutade sjua på 100 meter.

## Personliga rekord
- 200 meter - 20,23 från 1987